# Amtsgericht Weimar
Das Amtsgericht Weimar ist ein Gericht der ordentlichen Gerichtsbarkeit und eines von sechs Amtsgerichten (AG) im Bezirk des Landgerichtes Erfurt.

## Gerichtssitz und -bezirk
Sitz des Gerichtes ist die kreisfreie Stadt Weimar in der Mitte Thüringens. Der 640 km² große Gerichtsbezirk erstreckt sich auf die Stadt Weimar sowie die dem Landkreis Weimarer Land angehörigen Gemeinden Am Ettersberg, Bad Berka, Ballstedt, Blankenhain, Buchfart, Döbritschen, Ettersburg, Frankendorf, Grammetal, Großschwabhausen, Hammerstedt, Hetschburg, Hohenfelden, Kapellendorf, Kiliansroda, Kleinschwabhausen, Klettbach, Kranichfeld, Lehnstedt, Magdala, Mechelroda, Mellingen, Nauendorf, Neumark, Oettern, Rittersdorf, Tonndorf, Umpferstedt, Vollersroda und Wiegendorf. In ihm leben rund 108.000 Menschen. 
Insolvenzverfahren bearbeitet das Amtsgericht Erfurt. Für die Führung des Handels-, Genossenschafts- und Partnerschaftsregisters ist das Amtsgericht Jena zuständig. Zentrales Mahngericht ist das Amtsgericht Aschersleben.

## Gebäude

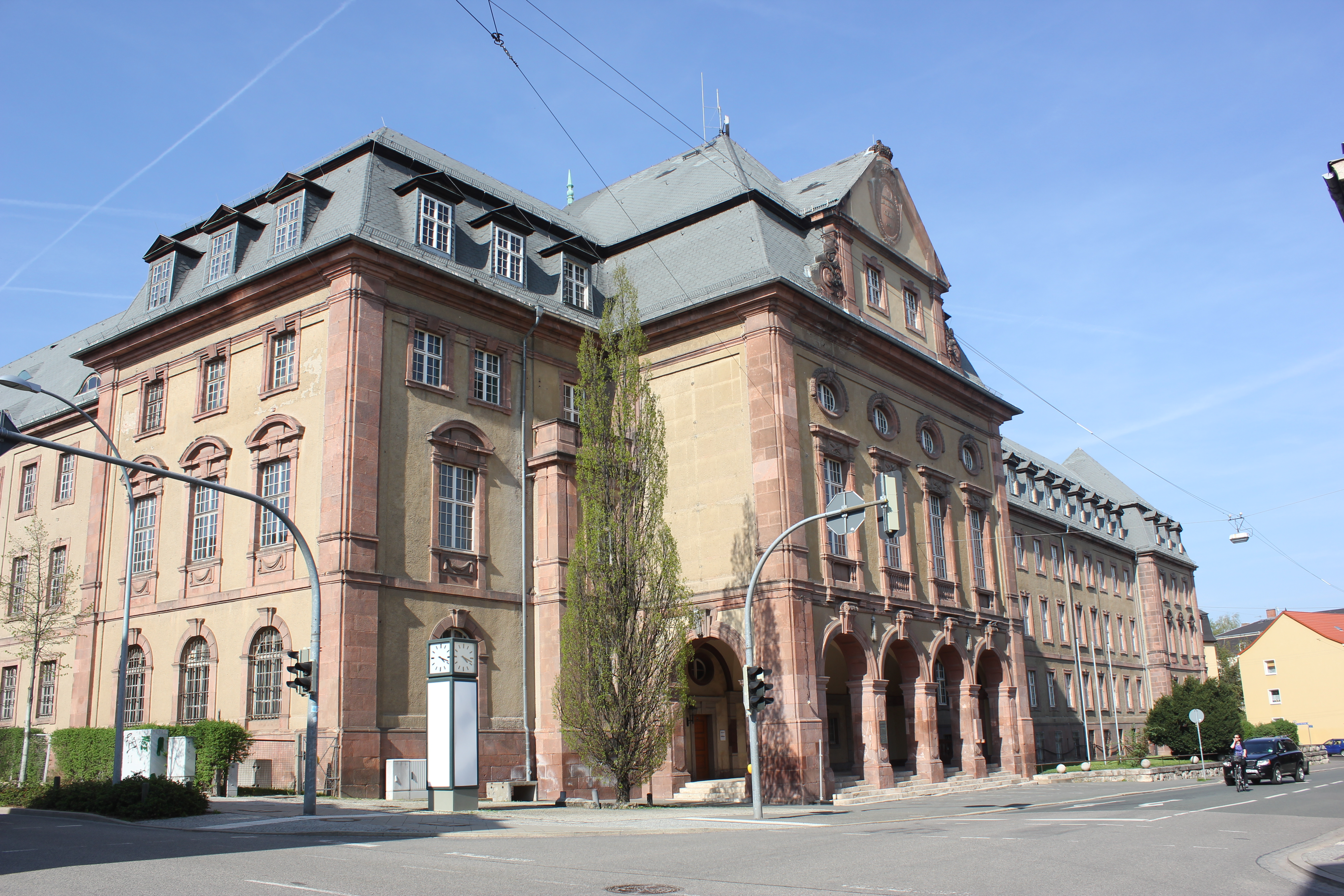
Ehemaliges Gerichtsgebäude Carl-von-Ossietzky-Straße 60 (2018)

Das früher im denkmalgeschützten Gebäude  Carl-von-Ossietzky-Straße 60 untergebrachte Gericht residiert heute in der Ernst-Kohl-Straße 23a. Der Gebäudekomplex ist jedoch derselbe.

## Übergeordnete Gerichte
Dem AG Weimar ist das Landgericht Erfurt übergeordnet. Zuständiges Oberlandesgericht ist das Thüringer Oberlandesgericht in Jena.